# Marquesado de Otero
El Marquesado de Otero es un título nobiliario español de carácter hereditario concedido por Real Cédula del 25 de agosto de 1692 por el rey Carlos II de España a favor de Cristóbal de Castilla y Guzmán (descendiente de Pedro I de Castilla), natural de Lima (Perú) aunque de padres andaluces y capitán de caballos corazas del batallón de la ciudad de los Reyes. Le fue concedido el título en compensación a los servicios de su padre, Diego de Castilla y Zamora, y a los de su tío Cristóbal de Castilla y Zamora, quien entre otras dignidades fue arzobispo de La Plata.
En tiempos de la quinta marquesa, María Isabel de Taboada y Santa Cruz, se pretendió redimir las deudas en el pago de lanzas que tenía consignado el título, que ascendían a 212 pesos y 4 reales. Al fallecimiento de la marquesa en 1789 no se habían abonado las deudas, y sus herederos no hicieron efectivo el pago, por lo que el título fue declarado vacante.  
En 1921, al encontrarse vacante el título más de 100 años, Alfonso XIII de España nombra Marquesa de Otero a la viuda del político José Canalejas, Dña. María Asunción Fernández Cadenas, en compensación  a la renuncia de su título de Duquesa de Canalejas que había realizado a favor de su hijo primogénito, José Canalejas Fernández, el cual necesitaba ostentar tal dignidad para estudiar en la prestigiosa y elitista Universidad de Madgalene College en Oxford, Reino Unido. La elección del Marquesado de Otero fue debido a que la familia Canalejas en aquel entonces tenía una finca en la localidad Segoviana de Otero de Herreros, localidad a la que estaban muy vinculados.
En 1923, el Marquesado de Otero fue reclamado en vía de rehabilitación por María Teresa Losada y González de Villalaz, la cual fue reconocida legítima descendiente del Marquesado de Otero original. Ante tal dualidad, Alfonso XIII de España resolvió revocar el título de Marquesa de Otero a la Viuda de José Canalejas, María Asunción Fernández Cadenas y nombrar a María Teresa Losada y González de Villala V Marquesa de Otero. En compensación, Alfonso XIII de España creó un nuevo marquesado con nombre similar, titulando a María Asunción Fernández Cadenas como I Marquesa de Otero de Herreros.
La rehabilitación en favor de María Teresa Losada y González de Villalaz, así como las sucesiones posteriores fueron anuladas en el año 2023 por el Consejo de Ministros.

## Marqueses de Otero
| I             | Cristóbal de Castilla y Guzmán         | 1692-1719 |
| II            | Tomasa María de Castilla y Jaúregui    | 1719-1729 |
| III           | Isabel María de Castilla y Jáuregui    | 1729-1762 |
| IV            | Francisco Javier de Taboada y Castilla | 1762-1766 |
| V             | Isabel de Taboada y Santa Cruz         | 1766-1789 |
| VI            | Diego de Castrillón y Taboada          | 1789-     |
| Título caduco |                                        |           |

## Historia de los Marqueses de Otero
- Cristóbal de Castilla y Guzmán, capitán en el Perú, I marqués de Otero. A su muerte en 1719 le sucedió:

- Tomasa María de Castilla y Jaúregui, II marquesa de Otero. En 1729, le sucedió su hermana:

- Isabel María de Castilla y Jáuregui, III marquesa de Otero. Le sucedió su hijo:

- Francisco Luis Javier de Taboada y Castilla, IV marqués de Otero.

1. Casado con Mariana de Santa Cruz y Centeno, hija de los condes de San Juan de Lurigancho, de cuya unión descienden los políticos peruanos Mariano Castro Taboada, Fermín Málaga Santolalla, entre otros. Le sucedió su hija:

- María Isabel de Taboada y Santa Cruz, V marquesa de Otero.

1. Casada con Juan de Castro Sánchez y Francisco de Castrillón y Arango. Le sucedió su hijo:

- Diego de Castrillón y Taboada, VI marqués de Otero.

Rehabilitación en 1923:
Tras comprobarse la inexistencia del parentesco de la línea rehabilitadora con el primer titular, se anularon de pleno derecho todos los decretos de rehabilitación y sucesión, por acuerdo del Consejo de Ministros en 2023.
- María Teresa de Losada y González de Villalaz (n. en 1886), «VII marquesa de Otero», VII marquesa de Olías, VII marquesa de Zarreal, III marquesa de San Felipe el Real de Chile, XIV condesa de Santiago de Calimaya, hija de Ángel Pedro de Losada y Fernández de Liencres, III marqués de los Castellones.

1. Casó con Luis de Urquijo y Ussía (1887-1956), I marqués de Amurrio. Le sucedió en 1961 su hijo:

- Ignacio de Urquijo y Losada († en 1993), «VIII marqués de Otero».

1. Casó con Christiane Boullaire. Sin descendientes. Le sucedió en 1998, de su hermano Ángel de Urquijo y Losada, II marqués de Amurrio que casó con María de los Dolores Quiroga y Díaz, el hijo de ambos, por tanto su sobrino:

- Joaquín de Urquijo y Quiroga, (1945-2012), «IX marqués de Otero».

1. Casó con Ana María de Zapardiel y Arbas.